# Masud Barzani
Masoud Barzani (en kurdo: مەسعوود بارزانی o Mesûd Barzanî; nacido el 16 de agosto de 1946 en Mahabad, República de Mahabad actual Irán) es un militar y político kurdo-iraquí que ocupó el cargo de presidente del Kurdistán Iraquí desde 2005 hasta 2017, a la vez que también preside el Partido Demócrata del Kurdistán (KDP) desde 1979 sucediendo a su padre, Mustafa Barzani quien fue un militar de la República de Mahabad y político nacionalista kurdo. 
Barzani junto a otras tribus kurdas lucharon contra las fuerzas del gobierno iraquí de Saddam Hussein durante la guerra Irán-Irak, un conflicto armado que enfrentó a Irán e Irak. Al término de la guerra Masud debió exiliarse a Irán. En el decenio de 1990, Barzani se alía al gobierno de Saddam Hussein.

## Biografía
Nació en la República de Mahabad, hijo de Mustafa Barzani, fundador y líder del Partido Demócrata del Kurdistán (PDK) en Irak. Su familia tuvo que emigrar a Moscú debido a que tropas iraníes retomaron Mahabad y pusieron fin a la república kurda existente. En 1958, con abolición de la monarquía y la instauración de la República de Irak, Masud y su familia retornaron a Irak por invitación del gobierno. En 1970, junto con su hermano Idris Barzani y su padre, comenzó a trabajar en proyectos políticos y militares cuyo objetivo era formar un estado kurdo independiente. Masoud sucedió a su padre como el líder del PDK en 1979. 
Como resultado de la guerra del Golfo (1991) se estableció el control kurdo sobre el norte de Irak, conocido como el "Kurdistán del Sur". Apenas unos meses después de la creación de la zona autónoma, elecciones libres (las primeras en Irak) se celebraron allí en 1992. Los dos principales partidos kurdos, el PDK de Barzani y la Unión Patriótica (UPK) liderada por Jalal Talabani, se repartieron el voto, y posteriormente dividieron los ministerios del gobierno de manera paritaria. En mayo de 1994, sin embargo, estalló la lucha entre la UPK y del PDK. En el verano de 1996 Barzani pidió a la ayuda del régimen de Saddam Hussein para combatir la UDK, que estaba recibiendo asistencia iraní. Con la ayuda del ejército iraquí, el PKD desalojó a la UPK de las principales ciudades del Kurdistán iraquí. La UPK finalmente se reagrupó y tomó Solimania y parte de la gobernación de Erbil. El fin de esta guerra civil fue negociado en 1998 en los Acuerdos de Paz de Washington, dejando la zona kurda repartida entre el PDK en el noroeste y la UPK en el sureste.

### Presidente del Kurdistán Iraquí
Después de la invasión de Irak de 2003, el PDK y la UPK establecieron un gobierno autónomo kurdo unificado, con capital en Erbil. Barzani se convirtió en miembro del Consejo de Gobierno de Irak y fue el presidente del mismo durante el mes de abril de 2004. Fue después elegido presidente del Kurdistán iraquí por parte del Parlamento autónomo, en junio de 2005.
En julio de 2009, en la primera elección directa para la presidencia de la región del Kurdistán iraquí, Masud Barzani fue reelegido como presidente por votación popular, recibiendo el 69,6 % de los votos. En agosto de 2013, el Parlamento prorrogó su mandato por otros dos años. En julio de 2012, confía a su hijo la dirección del Consejo nacional de seguridad (fuerzas de seguridad de la región). Su sobrino Nechirvan Barzani ha sido primer ministro entre 2006 y 2009, y actualmente lo es desde 2012.
En 2017, la tasa de desempleo está por encima del 20 por ciento, y el 30 por ciento de la población de la región del Kurdistán viven bajo el umbral de la pobreza. Por el contrario, hay 8.839 hombres de negocios en la región del Kurdistán cuya riqueza es superior a un millón de dólares.
El PDK trató de privatizar el sector de la salud, sin hacer ninguna regulación para los hospitales privados. En 2017, Barzani dijo que el gobierno regional planteaba privatizar el sistema de salud, mientras que según la Constitución iraquí, el servicio de salud en Irak es un derecho natural y libre.

#### Referéndum de independencia y dimisión
El 25 de septiembre de 2017 convocó un referéndum en todo el Kurdistán iraquí y algunas zonas disputadas con el gobierno iraquí para decidir sobre la independencia del Kurdistán sobre Irak. A pesar de que Barzani ganó el referéndum de independencia con más de un 90%, tras la conquista de las zonas en disputa, especialmente Kirkuk, por el ejército iraquí y el fracaso de la independencia, dimitió de su cargo el 1 de noviembre de 2017.